# Venă femurală
Vena femurală, în corpul uman, este un vas de sânge care însoțește artera femurală în teaca femurală. Începe de la hiatusul adductor (o deschidere în mușchiul adductor mare) și este o continuare a venei poplitee. Se încheie la marginea inferioară a ligamentului inghinal, unde devine vena iliacă externă. Vena femurală poartă valve care sunt în mare parte bicuspide și al căror număr este variabil între indivizi și deseori între piciorul stâng și cel drept. 

## Segmente

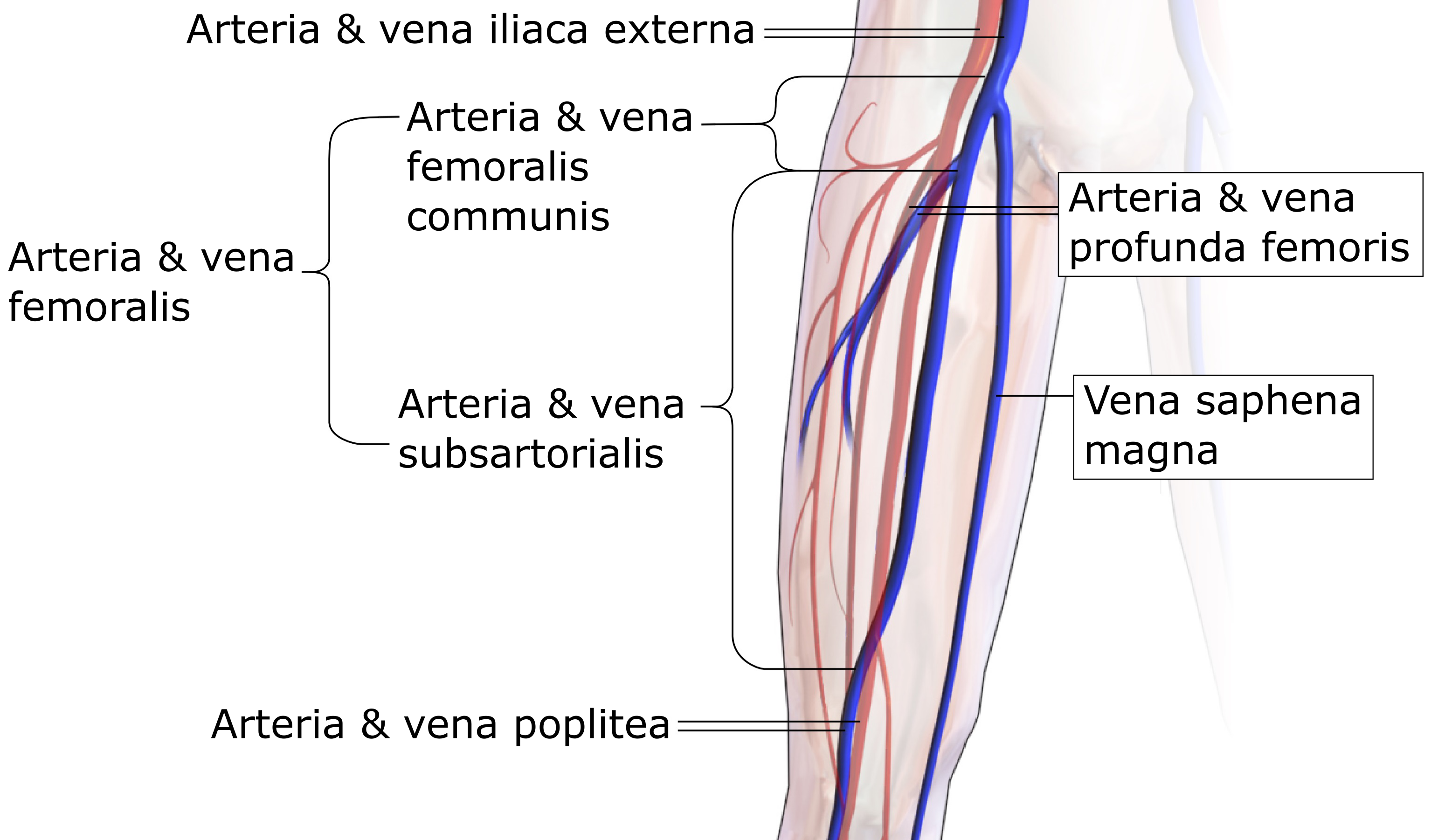
Segmente ale venei femurale.

- Vena femurală comună este segmentul venei femurale între punctul de ramificare al venei femurale profunde și marginea inferioară a ligamentului inghinal . [3]
- Vena subsartorială [4] sau vena femurală superficială  sunt denumiri pentru segmentul dintre hiatusul adductorului și punctul de ramificare al venei femurale profunde, care trece prin canalul subarticular . Cu toate acestea, utilizarea termenului vena femurală superficială este descurajată de mulți medici, deoarece duce la confuzie între medicii generaliști. [5] În special, vena femurală este clinic o venă profundă, în care tromboza venei profunde indică terapie anticoagulantă sau trombolitică, dar adjectivul „superficial” îi determină pe mulți medici să creadă în mod fals că este o venă superficială, ceea ce a dus la refuzarea pacienților cu tromboză femurală pentru un tratament adecvat. [6] [7] [8] Prin urmare, termenul de venă subsartorială a fost sugerat pentru vena femurală distală până la punctul de ramificare a venei femurale profunde.

## Drenaj
Numeroase vene mari se varsă în vena femurală: 
- Marea venă safenă, se varsă în vena femurală comună.
- Vena profundă a coapsei, a cărei intrare marchează granița dintre vena subsartorială și vena femurală comună.
- Vena poplitee, devine vena femurală subsartorială sau superficială la nivelul hiatusul mușchiului adductor.

## Semnificație clinică
Ocluzia venei femurale poate pune viața în pericol datorită mărimii sale.  De exemplu, tromboza venoasă profundă a venei femurale poate provoca embolie pulmonară, cu un risc mai mare atunci când este mai proximală spre vena subartorială.  Vena femurală este adesea folosită pentru plasarea liniilor venoase centrale. Practica de a furniza medicamente recreative pe cale intravenoasă utilizând vena femurală este relativ frecventă în rândul consumatorilor de droguri injectabile (CDI). 

## Imagini suplimentare

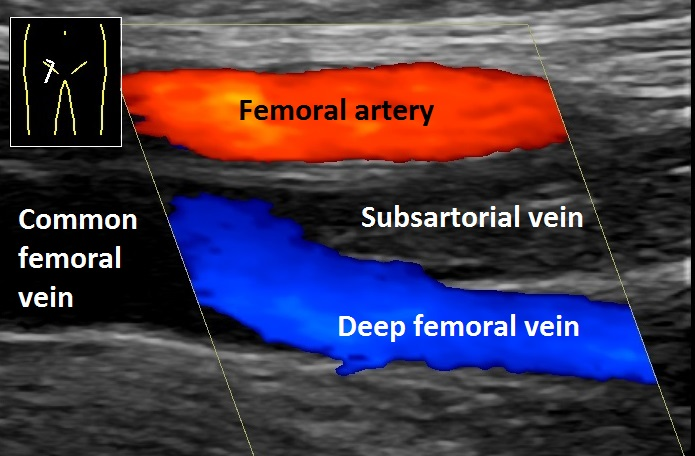
Doppler ultrasonography of deep vein thrombosis in the subsartorial vein.
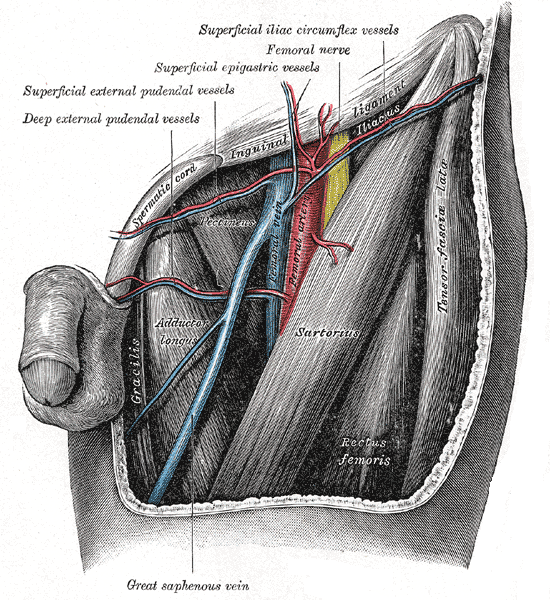
Drawing of the left femoral triangle - shows superior portion of the femoral vein.
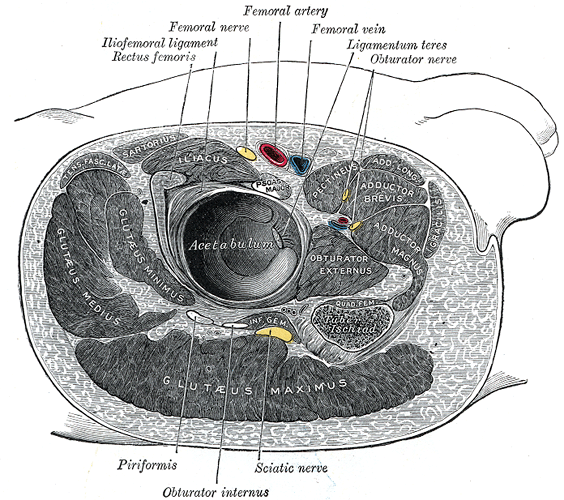
Structures surrounding right hip-joint.
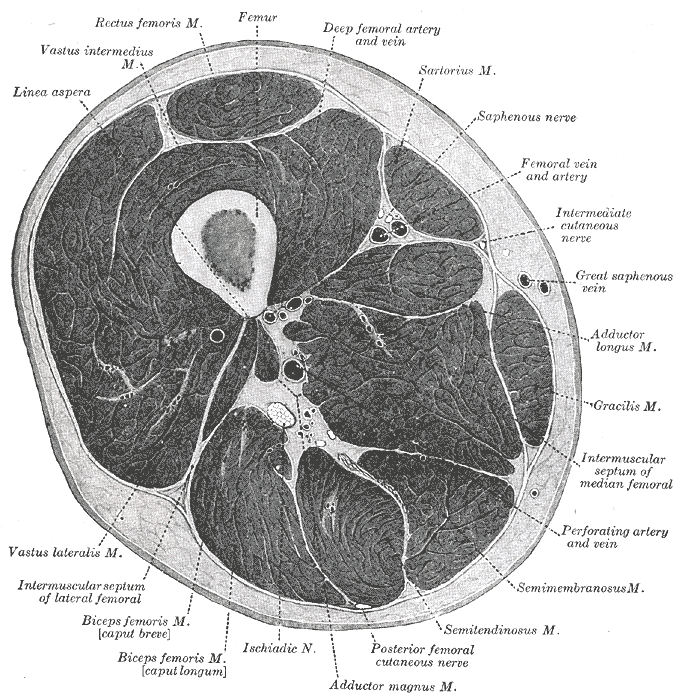
Cross-section through the middle of the thigh.
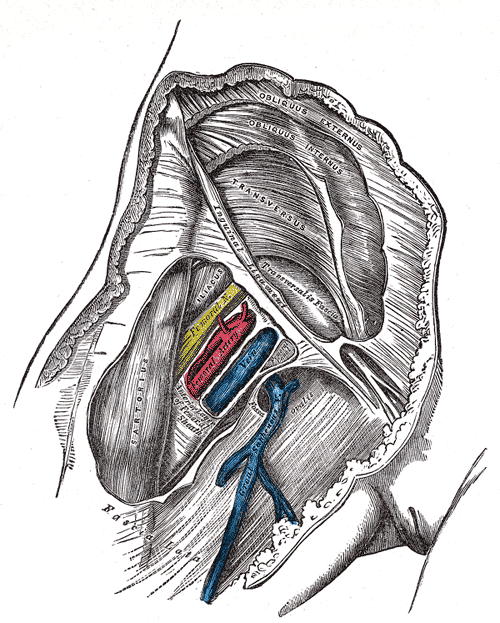
Femoral sheath laid open to show its three compartments.
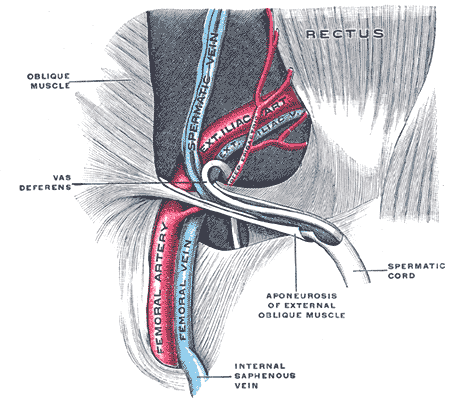
The spermatic cord in the inguinal canal.
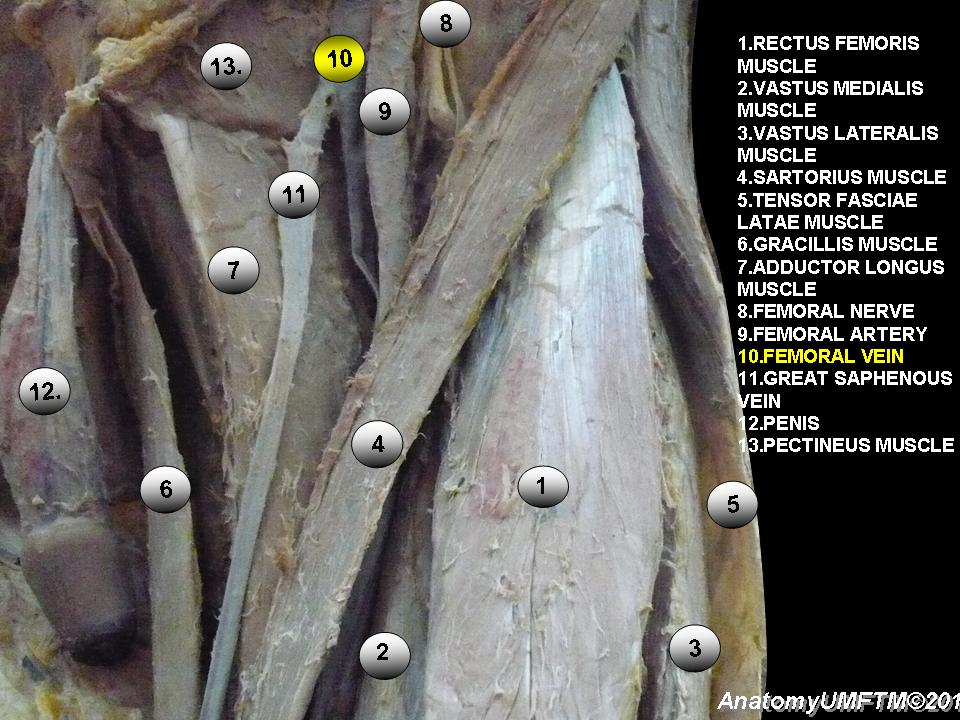
Femoral vein
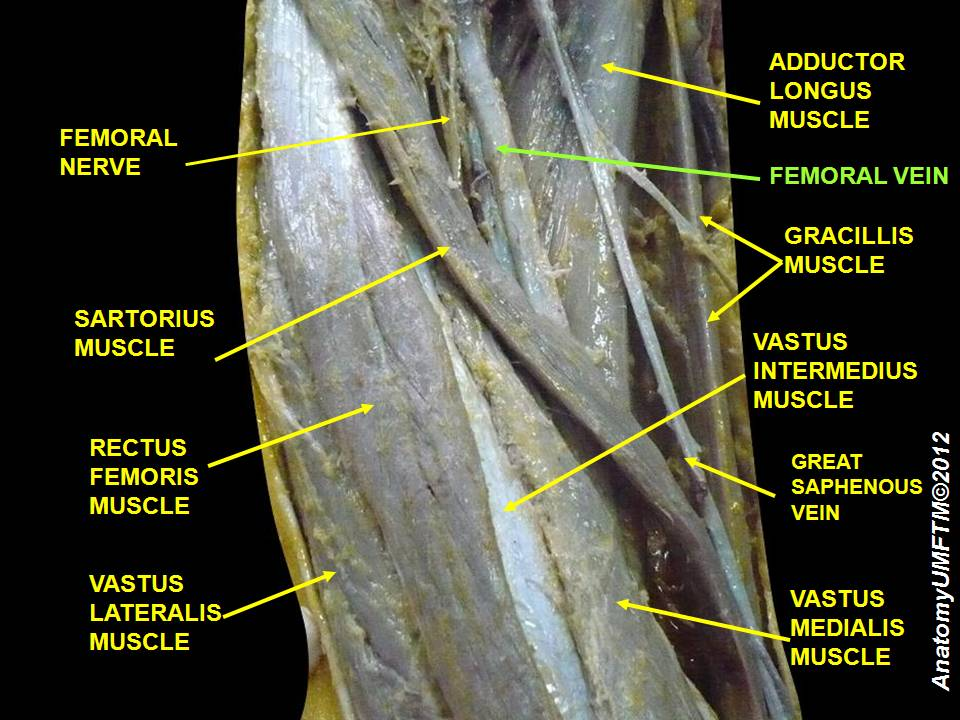
Femoral vein
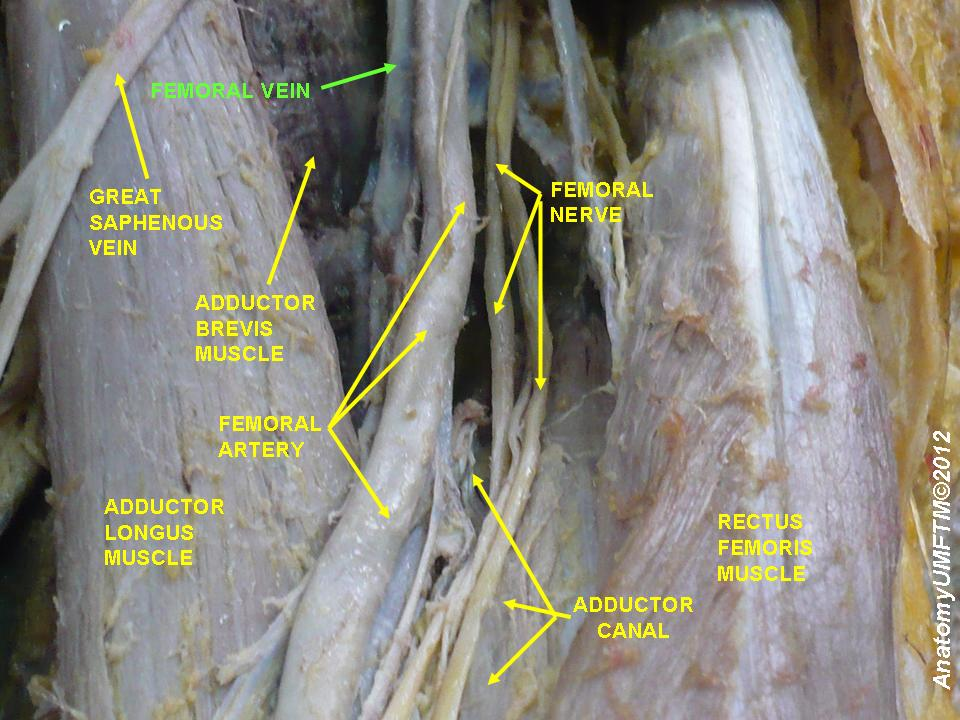
Femoral vein
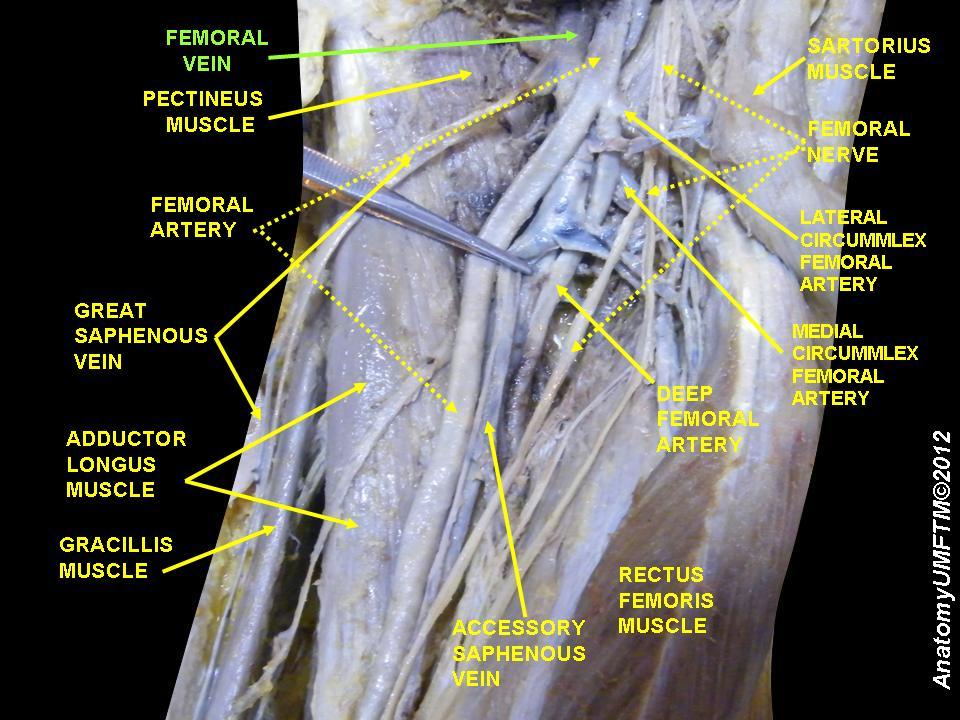
Femoral vein
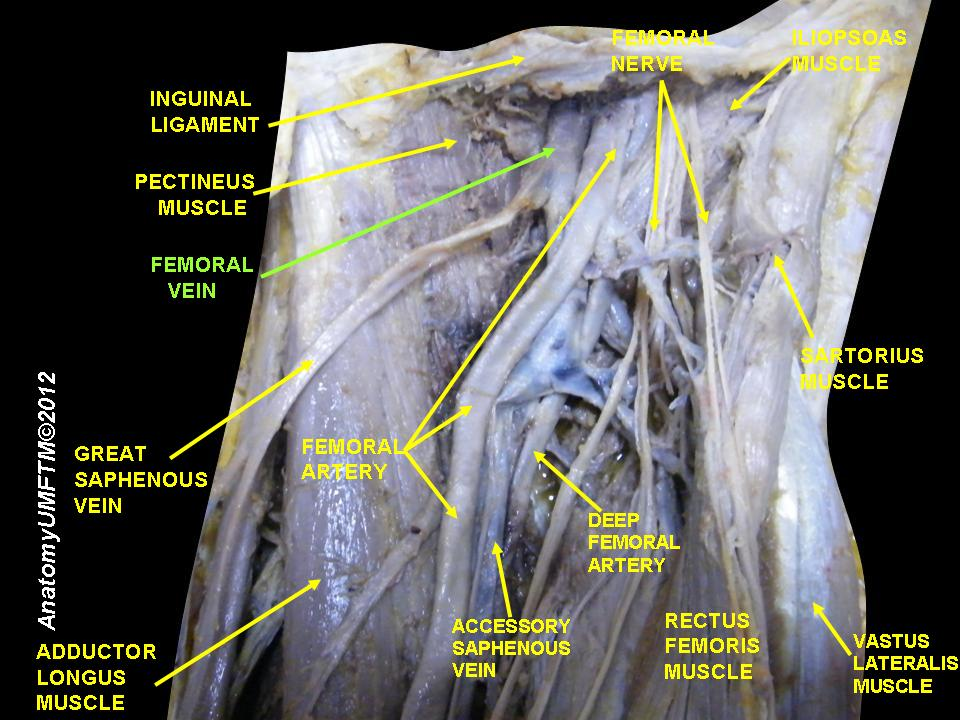
Femoral vein
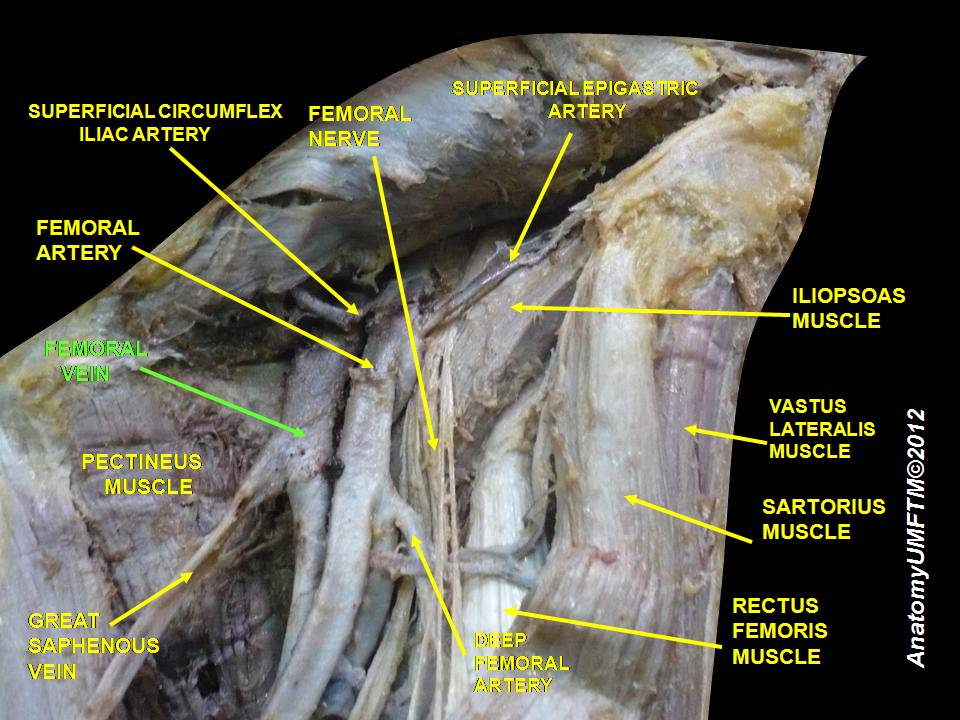
Femoral vein